# Подишор (Ђурђу)
Подишор (рум. Podișor) насеље је у Румунији у округу Ђурђу у општини Букшани. Oпштина се налази на надморској висини од 105 m.

## Становништво
Према подацима из 2002. године у насељу је живело 612 становника, од којих су сви румунске националности.